# Раджас
Раджас (санскр. रजस्) або раджа-гуна — одна з якостей (гун) матеріальної природи в філософії санкх'ї, однієї з шести шкіл філософії індуїзму, гуна пристрасті або гуна діяльності. Якщо індивід чи елемент проявляє велику активність, пристрасть або збудження, така особистість чи елемент перебуває під впливом раджасу. Раджас протиставляється з одного боку тамасу або тамо-гуні — якості бездіяльності, темряви, неуцтва й ліні, а з іншого боку якості саттви або саттва-гуні, яка характеризується чистотою, благочестям і умиротворенням.
Раджас проявляється в наступному:
- Діяльність, спрямована на результат
- Зміна, зміни
- Пристрасть, збудження
- Народження, створення

Пристрасть це почуття, яке часто асоціюється зі створенням чогось нового. Раджас вважається більш піднесеним якістю, ніж тамас і менш позитивним ніж саттва. Хоча раджас характеризується пошуками насолод, і на своїй початковій стадії приносить певну частку задоволення, його кінцевим результатом є страждання.
Людина в гуні пристрасті розвиває в собі жагу матеріальних задоволень. Вона жадає насолоджуватися і бачить у цьому сенс життя. Для задоволення почуттів людина повинна мати певну пошану в суспільстві, щасливу сім'ю, матеріальний достаток. Такі продукти раджа-гуни. Доти, доки людина бажає цього, вона змушена тяжко працювати, оскільки будинок, сім'я, престиж потребують постійної підтримки. Діяльність людини в раджа-гуні спрямована на досягнення результатів. Людина заробляє стільки, скільки може, і витрачає це на благі цілі. Іноді вона витрачає гроші на будівництво лікувальних установ, займається благодійністю тощо, щоб підняти свій престиж і статус у суспільстві. Таким чином, сучасний матеріальний світ більшою чи меншою мірою перебуває під впливом саме цієї гуни, але вважається, що колись у ведичному суспільстві переважала саттва-гуна.